# Festival da Canção 2011
Das 46. Festival da Canção fand am 5. März 2011 im Camões-Theater in Lissabon statt und diente als der portugiesische Vorentscheid zum Eurovision Song Contest 2011, der im Mai 2011 in Düsseldorf ausgetragen worden ist.

## Regeln
Am 19. November 2010 startete der portugiesische Rundfunk – Rádio e Televisão de Portugal (RTP) – den Aufruf für Beiträge, die für die nächsten zwei Monate eingesendet werden konnten. Die Lieder mussten auf Portugiesisch verfasst, Interpreten und Textschreiber portugiesische Staatsbürger sein. Die Komponisten konnten aber aus anderen Ländern kommen.
Eine Jury wählte aus allen 407 Einsendungen 24 Lieder aus, die in einer Internetabstimmung vom 20. bis zum 27. Januar 2011 bewertet werden konnten. Dabei wurden nur eineinhalbminütige Ausschnitte der Lieder verwendet. Die zwölf Beiträge mit den meisten Stimmen zogen in das Finale am 5. März ein. Den Sieger dort entschieden 20 Jurys (je eine für die Distrikte Portugals sowie für die autonomen Regionen Azoren und Madeira) sowie die Zuschauer je mit einem Anteil von 50 %.

## Internetabstimmung
Die Lieder Por ti von António José Silva, Um sinal von Bettershell und Amor cruzado von Miguel Gizzas wurden disqualifiziert, da die Lieder bereits im Vorfeld veröffentlicht worden waren. Unter den verbliebenen 21 Liedern setzte sich die Comedygruppe Homens da Luta durch, die bereits im vorherigen Jahr an der Vorausscheidung teilnahm, deren Beitrag aber disqualifiziert wurde.
Nicht den Sprung ins Finale schafften die Ralph Siegel-Bernd-Meinunger-Komposition Não estamos sós von Emanuel Santos sowie das von José Cid mitgeschriebene O tempo resolve tudo von Woodu. Siegel und Meinunger waren in den vergangenen 30 Jahren für viele Beiträge beim Eurovision Song Contest verantwortlich, José Cid vertrat Portugal beim Eurovision Song Contest 1980. Weitere frühere ESC-Komponisten, wie der Kroate Andrej Babić oder der Schwede Jonas Gladnikoff, schafften hingegen mit Sobrevivo von Carla Moreno bzw. Tensão von Filipa Ruas den Sprung in die Hauptrunde des Festival da Canção.
Obwohl weniger Lieder als im Vorjahr bewertet werden konnten, stieg die Stimmenanzahl auf knapp das Fünffache, nämlich auf 222764 Stimmen (2010: 42998).
| Platz            | Interpret          | Lied Musik (M) und Text (T)                                                               | Stimmen |
| ---------------- | ------------------ | ----------------------------------------------------------------------------------------- | ------- |
| 01.              | Homens da Luta     | A luta é alegria M: Vasco Duarte; T: Nuno Duarte                                          | 17.374  |
| 02.              | Wanda Stuart       | Chegar à tua voz M/T: Paul Teixeira da Sousa                                              | 14.394  |
| 03.              | Inês Bernardo      | Deixa o meu lugar M: Leonel Monteiro; T: Joana Ferraz                                     | 14.105  |
| 04.              | Ricardo Sousa      | O mar, o vento, e as estrelas M: Carlos Freitas; T: Fernando Guerreiro                    | 14.062  |
| 05.              | Filipa Ruas        | Tensão M: D. Nilsson, H. Szabo, J. Sanchez, J. Gladnikoff, M. Eriksson; T: F. Ruas, P. Sá | 14.058  |
| 06.              | 7Saias             | Embalo do coração M: Páquito Braziel; T: Ana Rita Rebello                                 | 14.056  |
| 07.              | Carla Moreno       | Sobrevivo M: Andrej Babić; T: Carlos Coelho                                               | 13.868  |
| 08.              | Henrique Feist     | Quase a voar M: Nuno Feist; T: José Fanha                                                 | 13.844  |
| 09.              | Nuno Norte         | São os barcos de Lisboa M/T: Carlos Massa                                                 | 13.817  |
| 10.              | Rui Andrade        | Em nome do amor M: Artur Guimarães; T: Carlos Meireles                                    | 13.656  |
| 11.              | Tânia Tavares      | Se esse dia chegar M: Gorgi; T: Tânia Tavares, Nuno Valério                               | 13.592  |
| 12.              | Axel               | Boom Boom Yeah M: José Félix; T: Axel                                                     | 13.448  |
| 13.              | Alma Real          | Não quero falar M: Thorsten Rath; T: Sérgio de Oliveira                                   | 12.431  |
| 14.              | Carla Pires        | Voar alto M: Artur Guimarães; T: Paulo Pires de Lima                                      | 11.967  |
| 15.              | Nádia Correira     | Sonhos de verbo amar M/T: Ricardo Verdelho                                                | 11.651  |
| 16.              | Pop Pin’s          | Esta noite vamos curtir M: José Cardoso; T: Guy Ribeiro                                   | 07.325  |
| 17.              | Carla Ribeiro      | Só acontece uma vez M: João Sanguilheira; T: João Novo                                    | 04.862  |
| 18.              | Sandra Dória       | Aprende a voar (Nas asas do amor) M/T: Luís Filipe Aguilar                                | 02.470  |
| 19.              | Daniela Galbin     | Amor a sério M: Pedro Saraiva; T: Daniela Galbin                                          | 0829    |
| 20.              | Emanuel Santos     | Não estamos sós M: Ralph Siegel, Bernd Meinunger; T: Pedro Coelho                         | 0694    |
| 21.              | Woodu              | O tempo resolve tudo M: Bem Talbot, José Cid; T: Ana Sofia Cid                            | 0261    |
| Disqualifikation | António José Silva | Por ti M/T: António José Silva                                                            |         |
| Disqualifikation | Bettershell        | Um sinal M: Bettershell; T: Isaías Ricardo de Oliveira                                    |         |
| Disqualifikation | Miguel Gizzas      | Amor cruzado M/T: Miguel Gizzas                                                           |         |

## Finale
Am 5. März 2011 fand das Finale des Festivals da Canção im Camões-Theater in der Hauptstadt Lissabon statt. Die Moderation übernahm – wie in den Vorjahren – Sílvia Alberto, aus dem Greenroom berichtete Joana Teles. Einen Gastauftritt hatte der maltesische Vertreter Glen Vella, der eine A-cappella-Version seines Liedes One Life sang.
RTP1 strahlte die Sendung innerhalb Portugals aus, über RTP Internacional und einen Livestream konnte sie auch in der restlichen Welt empfangen werden.
Bei der Abstimmung zeigten sich große Unterschiede zwischen den Jurys und der Telefonabstimmung. Beispielsweise erhielt die Siegergruppe Homens da Luta lediglich sechs Punkte von den Juroren, während sie das Televoting gewann. Umgekehrt erhielt Nuno Norte als Favorit der Jury nur fünf Punkte von den Zuschauern. Inês Bernardo, von den Juroren mit der zweithöchsten Punktzahl bedacht, erhielt von den Zuschauern nicht einen Punkt. Somit wurde als Höchstpunktzahl insgesamt auch nur 18 von möglichen 24 Punkten erreicht. Als Favoriten galten neben Homens da Luta auch Filipa Ruas und Carla Moreno.
| Platz | Startnr. | Interpret      | Lied                          | Punkte | Punkte    | Punkte |
| Platz | Startnr. | Interpret      | Lied                          | Jury   | Zuschauer | Gesamt |
| ----- | -------- | -------------- | ----------------------------- | ------ | --------- | ------ |
| 01.   | 10       | Homens da Luta | A luta é alegria              | 06     | 12        | 18     |
| 02.   | 03       | Nuno Norte     | São os barcos de Lisboa       | 12     | 05        | 17     |
| 03.   | 04       | Rui Andrade    | Em nome do amor               | 05     | 10        | 15     |
| 04.   | 01       | 7Saias         | Embalo do coração             | 08     | 02        | 10     |
| 04.   | 05       | Henrique Feist | Quase a voar                  | 04     | 06        | 10     |
| 04.   | 06       | Wanda Stuart   | Chegar à tua voz              | 07     | 03        | 10     |
| 04.   | 08       | Inês Bernardo  | Deixa o meu lugar             | 10     | –         | 10     |
| 04.   | 09       | Filipa Ruas    | Tensão                        | 02     | 08        | 10     |
| 04.   | 12       | Ricardo Sousa  | O mar, o vento, e as estrelas | 03     | 07        | 10     |
| 10.   | 07       | Tânia Tavares  | Se esse dia chegar            | 07     | –         | 07     |
| 11.   | 02       | Carla Moreno   | Sobrevivo                     | 01     | 04        | 05     |
| 12.   | 11       | Axel           | Boom Boom Yeah                | –      | 01        | 01     |

### Juryvoting
| Startnr. | Lied                           | Region | Region | Region | Region   | Region         | Region  | Region | Region | Region  | Region | Region | Region   | Region | Region     | Region | Region   | Region  | Region           | Region    | Region | Gesamt | Punkte |
| Startnr. | Lied                           | Aveiro | Beja   | Braga  | Bragança | Castelo Branco | Coimbra | Évora  | Faro   | Madeira | Guarda | Leiria | Lissabon | Azoren | Portalegre | Porto  | Santarém | Setúbal | Viana do Castelo | Vila Real | Viseu  | Gesamt | Punkte |
| -------- | ------------------------------ | ------ | ------ | ------ | -------- | -------------- | ------- | ------ | ------ | ------- | ------ | ------ | -------- | ------ | ---------- | ------ | -------- | ------- | ---------------- | --------- | ------ | ------ | ------ |
| 01       | Embalo do Coração              | 6      | 6      | 12     | 6        | 10             | 7       | 3      | 5      | 6       | 8      | 4      | 12       | 8      | 2          | 12     | 8        | 2       | 2                | 3         | 7      | 129    | 10     |
| 02       | Sobrevivo                      | 1      | 1      | 4      | –        | –              | 1       | 2      | 10     | 2       | –      | 1      | 3        | –      | –          | –      | –        | –       | –                | 8         | –      | 033    | 01     |
| 03       | São os barcos de Lisboa        | 4      | 7      | 6      | 10       | 6              | 10      | 10     | 12     | 10      | 12     | 5      | 7        | 10     | 8          | 8      | 12       | 5       | 12               | 12        | 8      | 174    | 12     |
| 04       | Em Bome do Amor                | 12     | 8      | 2      | –        | 8              | 2       | 5      | 2      | 12      | 2      | 2      | 2        | 5      | 5          | 6      | 10       | 12      | 7                | 2         | 2      | 106    | 05     |
| 05       | Quase a Voar                   | 7      | 2      | 5      | 3        | 4              | 5       | 8      | 3      | 5       | 4      | 10     | 10       | 3      | 7          | 5      | 4        | 5       | –                | 3         | 3      | 096    | 04     |
| 06       | Chegar à Tua Voz               | 8      | 5      | 10     | 2        | 2              | 3       | 6      | 1      | 7       | 1      | 8      | 5        | 12     | 6          | 4      | 2        | 8       | 10               | 6         | 10     | 116    | 07     |
| 07       | Se esse Dia Chegar             | 5      | 10     | 3      | 5        | 5              | 8       | 4      | 6      | 3       | 3      | 7      | 8        | 4      | 10         | 5      | 4        | 10      | 4                | 7         | 5      | 116    | 07     |
| 08       | Deixa o meu lugar              | 10     | 12     | 8      | 7        | 3              | 12      | 12     | 4      | 8       | 5      | 12     | 6        | 7      | 12         | 7      | 7        | 7       | 8                | 10        | 5      | 161    | 10     |
| 09       | Tensão                         | –      | –      | –      | 4        | –              | –       | –      | 7      | 1       | 7      | –      | –        | –      | 4          | 2      | 1        | 6       | 1                | 5         | 1      | 039    | 02     |
| 10       | A luta é alegria               | 2      | 4      | 7      | 12       | 7              | 6       | 1      | 4      | 8       | 10     | 6      | 1        | 4      | 3          | 10     | 6        | 1       | 3                | 4         | 12     | 113    | 06     |
| 11       | Boom Boom Yeah                 | –      | –      | 1      | 1        | 1              | –       | –      | –      | –       | –      | –      | –        | 1      | –          | –      | –        | –       | –                | –         | –      | 04     | 0      |
| 12       | O Mmar, o Vento, e as Estrelas | 3      | 3      | –      | 8        | 12             | 4       | 7      | –      | –       | 6      | 3      | 4        | 2      | 1          | 2      | 3        | 3       | 6                | 1         | 6      | 074    | 03     |

## Eurovision Song Contest
Homens da Luta traten beim Eurovision Song Contest 2011 im ersten Halbfinale als 16. Interpret nach dem ungarischen und vor dem litauischen Beitrag an. Dabei trugen die Gruppenmitglieder Rui Rechena, Tânia Lopes, Ana Figueredo, Hugo Osga sowie Nuno und Vasco Duarte Kleidung verschiedener Berufe (unter anderem Bauarbeiter und Soldat), und hielten Schilder hoch, auf denen Der Kampf ist Freude in verschiedenen Sprachen geschrieben stand.
In der gemischten Abstimmung aus Jury und Televoting erreichten sie mit 22 Punkten den 18. Platz bei 19 Teilnehmern, qualifizierten sich also nicht für das Finale. Bei alleiniger Juryabstimmung hätten sie den letzten Platz erreicht, die Zuschauer setzten A luta é alegria (deutsch „Der Kampf ist Freude“) auf den 15. Rang.